# Подвійна дифузійна конвекція

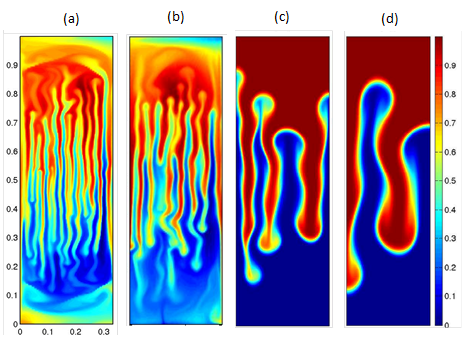
Рисунок 1. Чисельне моделювання результатів Сінгха і Срінівасана. З рисунка видно, що характеристика пальця, ширина, є функцією чисел Релея.

Подвійна дифузійна конвекція — це явище в гідродинаміці, яке описує форму конвекції двома різними градієнтами густини, які мають різні коефіцієнти дифузії.
Конвекція в рідинах обумовлена змінами густини в них під впливом сили тяжіння. Ці зміни можуть бути викликані через градієнтний склад флюїду або через перепад температур (за рахунок теплового розширення). Тепловий та композиційний градієнти можуть часто дифузувати з плином часу, що знижує їх здатність керувати конвекцією, та вимагає, щоб градієнти в інших місцях потоку існували, щоб конвекція продовжувалась. Типовий приклад подвійної дифузійної конвекції описується в океанографії, де існують різні градієнти теплових і соляних концентрацій і дифузують з різними швидкостями. Даний ефект виникає при змішуванні холодної прісної води з айсберга з океанічною водою .
Подвійна дифузійна конвекція є важливою для розуміння змін ряд систем, в яких змінюється густина. Вона бере до уваги конвекцію у світовому океані, в магматичних коморах і на сонці.
Існують два різні види руху рідини, які класифікуються відповідно — в залежності від стійкого розшарування, густина впливає на компоненти з малим або великим коефіцієнтом дифузії. Якщо розшарування забезпечується компонентою з більш малим молекулярним коефіцієнтом дифузії, то воно називається "дифузійним". В іншому випадку він носить назву "соляні пальці".  Це явище виникає, коли гаряча солона вода знаходиться вище холодної прісної води з більш високою густиною. Починається змішування гарячої солоної води з холодною прісною. Гаряча вода втрачає тепло швидше, ніж зменшується солоність, тому поширення тепла відбувається швидше, ніж солі. Через те, вода стає більш холодною, але ще є солоною, її густина збільшується, в порівнянні з водою під нею. Це призводить до прискорення змішування і до зниження росту соляних пальців. Якщо цей палець зростає, додаткова термодифузія прискорює цей ефект.

## Роль соляних пальців в океанах
Подвійна дифузійна конвекція відіграє значну роль у підйомі поживних речовин з глибинних вод та у вертикальному переносі тепла і солі в океані. Соляні пальці сприяють вертикальному перемішуванню в океані. Таке змішування допомагає регулювати клімат на землі. Крім цього, пальці відповідають за підйом поживних речовин, які підтримують флору і фауну. Найбільш важливим аспектом конвекції пальців полягає в тому, що вони переносять потоки тепла і солі по вертикалі, які були широко вивчені протягом останніх п'яти десятиліть.

## Визначальні рівняння
Рівняння збереження вертикального імпульсу, тепла і солоності мають наступний вигляд для подвійної дифузійної конвекції соляних пальців
{\displaystyle {\nabla }\cdot U=0}
{\displaystyle {\frac {\partial U}{\partial t}}+U\cdot \nabla U=\nu {\nabla }^{2}U-g(\beta \Delta S-\alpha \Delta T)\mathbf {k} }
{\displaystyle {\frac {\partial T}{\partial t}}+U\cdot \Delta T=k_{T}{\nabla }^{2}T}
{\displaystyle {\frac {\partial S}{\partial t}}+U\cdot \Delta S=k_{s}{\nabla }^{2}s}
Тут, U і W —  компоненти вектора швидкості в горизонтальному (вісь х) і вертикальному (вісь Z) напрямку; k - це одиничний вектор у напрямку Z, кT — молекулярна дифузія тепла, ks — молекулярна дифузія солі, α — коефіцієнт теплового поширення при постійному тиску та солоності, β — коефіцієнт поширення солі при постійному тиску і температурі.
The above set of conservation equations governing the two-dimensional finger-convection system is non-dimensionalised using the following scaling: the depth of the total layer height H is chosen as the characteristic length, velocity (U, W), salinity (S), temperature (T) and time (t) are non-dimensionalised as T/t.
Вищевикладені рівняння збереження використовують наступні масштабування: глибина загальна висота шару H має вимірність довжини, швидкість (U, V), солевміст (S), температура (Т) і час (t) є безрозмірними. Проведемо заміну змінних 
{\displaystyle x={\frac {X}{H}},z={\frac {Z}{H}},u={\frac {U}{k_{T}/H}},w={\frac {W}{k_{T}/H}},S^{*}={\frac {S-S_{B}}{S_{T}-S_{B}}},T^{*}={\frac {T-T_{B}}{T_{T}-T_{B}}},t^{*}={\frac {t}{H^{2}/k_{T}}}.}
де (ТТ, ST) І (ТB, SB) — температура і концентрація на верхньому і нижньому шарах
відповідно. Підставивши ці змінні в рівняння, отримаємо:
{\displaystyle {\nabla }\cdot u=0}
{\displaystyle {\frac {\partial u}{\partial t^{*}}}+u\cdot \nabla u=Pr{\nabla }^{2}u-\left[PrRa_{T}({\frac {S^{*}}{R_{\rho }}}-T^{*})\right]\mathbf {k} }
{\displaystyle {\frac {\partial T^{*}}{\partial t^{*}}}+u\cdot \Delta T^{*}={\nabla }^{2}T^{*}}
{\displaystyle {\frac {\partial S^{*}}{\partial t^{*}}}+u\cdot \Delta S^{*}={\frac {Pr}{Sc}}{\nabla }^{2}S^{*}}
Тут Rρ — коефіцієнт стабільності густини, RaТ —  теплове число Релея, Pr — число Прандтля, Sc — число Шмідта , які визначаються як 
{\displaystyle R_{\rho }={\frac {\alpha \Delta T}{\beta \Delta S}},Ra_{T}={\frac {g\beta \Delta SH^{3}}{\nu k_{T}}},Pr={\frac {\nu }{\alpha }},Sc={\frac {\nu }{\beta }}.}
На рис. 1(a-d) показана зміна соляних пальців в тепло-сольовій системі для різних чисел Релея при фіксованому Рρ. Можна помітити, що тонкі і товсті форми пальців залежать від різних RaТ. Коефіцієнт потоку пальців, темпи їх зростання, кінетична енергія, ширина пальця і т. д. знаходяться з функції яка залежать від чисел Релея та Rρ. Тут, коефіцієнт потоку —ще один важливий безрозмірний параметр, співвідношення теплового і соляного потоків, який визначається як 
{\displaystyle R_{f}={\frac {\alpha T'}{\beta S'}}.}

## Застосування
Подвійна дифузійна конвекція має важливе значення в природних процесах і технічних задачах. Ефект подвійної дифузійної конвекції не обмежується океанологією, але й також використовується в різних областях, таких як геологія,астрофізика, металургія.